# Самопожертвование
Самопоже́ртвование — поступки (акты) отказа от собственных интересов, выгоды, удовольствий, личных жизненных целей, собственной жизни ради защиты интересов, благополучия и жизни других людей, тождественно понятию жертвенной христианской Любви (высшей благодетели); крайняя форма альтруизма.

## Культурные различия
Разные религии и традиции оценивают самопожертвование по-разному: как положительно, так и отрицательно. Согласно некоторым доктринам христианства эта форма поведения считается сверхчеловеческой добродетелью, достижимой лишь через посредство Иисуса Христа. Критики утверждают, что самопожертвование может приводить к психологическому отклонению, известному как «ненависть к себе». Этим эффектом иногда объясняют феномен «еврея, ненавидящего себя».

## Психология
Американские учёные Дэвид Рэнд (David G. Rand) и Цив Эпштейн (Ziv G. Epstein) подвергли анализу более 50 текстов интервью получателей наград Фонда героев имени Карнеги, чтобы выяснить, требовался ли им определённый самоконтроль для преодоления страха, или же их действия были спонтанными и необдуманными. Они пришли к выводу, что героические поступки были обычно бессознательными, совершавшие их люди сначала действовали и только потом думали и осознавали произошедшее. Учёные считают, что человек постоянно вынужден помогать окружающим, однако одним из мотивов такого поведения служит ожидание ответной помощи через какое-либо время. Тем не менее, помощь другим становится привычкой, и в чрезвычайной ситуации человек начинает действовать автоматически, спасая чью-либо жизнь, рискуя собственной.
Российско-американский математик Сергей Гаврилец и его коллеги полагают, что негативные общие переживания укрепляют внутреннее единство группы и делают человека более склонным защищать других её членов. Это заставляет отдельных людей в экстремальных ситуациях жертвовать собой ради выживания других людей или идеалов какой-либо группы.